# エンバーストーリア
『エンバーストーリア』（EMBER STORIA）は、スクウェア・エニックスより配信されるスマートフォン向けゲームアプリ。2024年11月27日サービス開始。基本プレイ無料（アイテム課金制）。

## 概要
スクウェア・エニックスの新規IPによるストラテジックRPG。
魔獣が跋扈する世界「レンゴク」を舞台に、異界の戦士「エンバース」を率いて世界の中心に存在する塔「キザハシ」を制覇するという内容。

## 登場キャラクター

### プロメテア
ニュクス "NYX"
声 - 髙橋ミナミ

アイテール "AITHER"
声 - 岡本信彦

エレボス "EREBOS"
声 - 井上麻里奈

ケイオス "KHAOS"
声 - 斉藤壮馬

### アンブレイン
ジュード "JUDE"
声 - 中村悠一

サクヤ "SAKUYA"
声 - 高橋李依

リアム "LIAM"
声 - 小林裕介

シーピー "THE SURROGATE"
声 - ゆかな

### ティル＝ナ＝クラン
アリア＝ディス "ARIA'DITH"
声 - 竹達彩奈

キエル＝ガン "CIEL'GAN"
声 - 福山潤

コン＝ドウィン "KON'DWYN"
声 - 三上哲

グウィン＝リン "GWYN'RINE"
声 - 真堂圭

### スオウ
吉備 紫津乃 "SIZUNO"
声 - 遠藤綾

鵤 美鈴 "MEIRIN"
声 - 釘宮理恵

葉 早雲 "SŌUN"
声 - 大塚芳忠

朱天 暁 "GYŌ"
声 - 山下大輝

### ガルバガル
星吠えのヴァルド "WALD"
声 - 小野賢章

月歌いのチモシー "ALFALFA"
声 - 水瀬いのり

爪撫でのニャマ "NYAMA"
声 - 諏訪彩花

鋼砕きのサバナ "SAVANNAH"
声 - 伊東健人

### イルドルム
シグルドリーヴァ "SIGRDRÍFA"
声 - 伊瀬茉莉也

ブリュンヒルド "BRUNHILD"
声 - 金元寿子

カーラ "KÁRA"
声 - 小清水亜美

エイル "EIR"
声 - 甲斐田裕子

### ズィーヤード
ダリューシュ "DARIUSH"
声 - 内山昂輝

アイーシャ "AISHA"
声 - 伊藤美来

シーリーン "SHIRIN"
声 - 堀江由衣

カリーム "KAREEM"
声 - 子安武人

### レンゴクの民
ビーチェ "TRIXIE"
声 - 鈴代紗弓

フランチェスカ "FRANCESCA"
声 - ブリドカットセーラ恵美

カーバイン "CARBINE"
声 - 小見川千明

ソフィア "SOPHIA"
声 - 井上ほの花

ザラ "ZHALAR"
声 - 寺島惇太

リブラ "LIBRA"
声 - 尾崎真実

ダッカー "DUCKER"
声 - 楠見尚己

ヴァージル "VIRGIL"
声 - 阪口周平

ゲラルデスカ "GHERARDESCA"
声 - 井上喜久子

## 作中設定・用語
レンゴク

エンバース

アニマ・アルカ

キザハシ

### 七つの世界
プロメテア

アンブレイン

ティル＝ナ＝クラン

スオウ

ガルバガル

イルドルム

ズィーヤード